# Manuel Guerra
Manuel Guerra, all'anagrafe Manuel Guerra Pérez (Las Palmas de Gran Canaria, 18 luglio 1928 – 7 ottobre 2020), è stato un nuotatore spagnolo.
Gareggiò nei 100 metri dorso maschile ai Giochi della XIV Olimpiade, che si tennero a Londra nel 1948.